# 鮑威爾 (內布拉斯加州)
鮑威爾（英語：Powell）是位於美國內布拉斯加州傑佛遜縣的非建制地區。

## 歷史
鮑威爾的郵局於1883年設立，其後於1973年停運。

## 地理
鮑威爾所處的海拔為高於海平面416米（即1365英呎），而該地所採用的時區為UTC-6，即北美中部时区（CST）。同時該地設有夏令時間，為UTC-6調快一小時，即UTC-5（CDT）。